# Дазит чёрный
Дазит чёрный (лат. Dasytes niger) — вид жесткокрылых насекомых из семейства мелирид, подсемейства Dasytinae. 

## Распространение
Распространён в Европе.

## Описание
Длина тела имаго 3,5—5,3 мм. Тело чёрное, покрыто чёрными волосками. Шов надкрылий на вершине окаймлённый.

## Экология
Обитают на лугах и живой изгороди. Личинки — хищники, питающиеся насекомыми, живущими в гниющей древесине. Взрослые жуки (имаго) питаются пыльцой на различных цветках, в том числе борщевика обыкновенного, мускусной мальвы и некоторых представителей семейства астровых (тысячелистник обыкновенный, нивяник обыкновенный, пижма обыкновенная). На личинках паразитируют перепончатокрылые вида Ephialtes manifestator (из семейства ихневмонид).